# Piłka nożna siedmioosobowa na Letnich Igrzyskach Paraolimpijskich 2004
Piłka nożna siedmioosobowa na Letnich Igrzyskach Paraolimpijskich 2004 w Atenach rozgrywana była między 19 – 27 września, na stadionie Hellinikon Olympic Hockey Centre. Do igrzysk zakwalifikowało się 8 drużyn. Wszystkie do turnieju mężczyzn.

## Medaliści
| Konkurencja                  | Złoto | Srebro | Brąz |
| Turniej mężczyzn (szczegóły) | Ukraina · Jewgienij Żuczynin · Igor Kosenko · Wołodymyr Antonyuk · Wołodymyr Kabanow · Siergiej Wakułenko · Andrij Roztoka · Andrij Tsukanow · Anatolij Szewczuk · Denis Ponomarjow · Taras Dutko · Siergiej Babij · Witalij Truszew | Brazylia · Flavio Pereira · Luciano Rocha · Marcos Silva · Joseph Guimaraes · Moises Silva · Fabiano Bruzzi · Adriano Costa · Renato Lima · Peterson Rosa · Leandro Marinho · Jean Rodrigues · Marcos Ferreira | Rosja · Marat Fatiakhdinow · Alexander Frołow · Łasza Murwanidze · Paweł Borisow · Andriej Kuwaew · Jewgienij Czubko · Iwan Potekhin · Aleksiej Tczesmine · Aleksandr Głuszonok · Anton Kałaczew · Andriej Lozhecznikow · Oleg Smirnow |

### Tabela medalowa
| Miejsce | Państwo  | Złoto | Srebro | Brąz | Razem |
| ------- | -------- | ----- | ------ | ---- | ----- |
| 1       | Ukraina  | 1     | 0      | 0    | 1     |
| 2       | Brazylia | 0     | 1      | 0    | 1     |
| 3       | Rosja    | 0     | 0      | 1    | 1     |
|         | Razem    | 1     | 1      | 1    | 3     |